# Didaco Pellegrini
Didaco Pellegrini (Novi Ligure, 1809 – Costantinopoli, 1870) è stato un politico italiano.

## Biografia
Fu Deputato del Regno di Sardegna nella I legislatura. Fervente repubblicano, fu condannato a morte in contumacia per aver preso parte attivamente ai moti dell'aprile 1849. Escluso, per volere del Re di Sardegna Vittorio Emanuele II dall'amnistia, si rifugiò a Costantinopoli, rifiutando l'indulto concesso nel 1856 a tutti i condannati coinvolti nei moti del 1849.
Era il padre di Antonio, anch'egli deputato e avvocato.